# Megève
Megève – miejscowość i gmina we Francji, w regionie Owernia-Rodan-Alpy, w departamencie Górna Sabaudia.
Według danych na rok 1990 gminę zamieszkiwało 4750 osób, a gęstość zaludnienia wynosiła 108 osób/km² (wśród 2880 gmin regionu Rodan-Alpy Megève plasuje się na 179. miejscu pod względem liczby ludności, natomiast pod względem powierzchni na miejscu 87.).